# Siegmund Günther
Adam Wilhelm Siegmund Günther (Nürnberg, 6 de fevereiro de 1848 — Munique, 4 de fevereiro de 1923) foi um geógrafo, historiador da matemática e naturalista alemão.

## Biografia
Siegmund Günther, filho de um comerciante de Nuremberg, frequentou de 1855 a 1865 a escola secundária de sua cidade natal. Mesmo como estudante, ele desenvolveu um gosto pela geografia. Após exame de admissão Günther envolveu a  Universidade Erlangen e se tornou um membro da fraternidade  Bubenruthia. Como o campo da geografia não existia naquela época, Günther estudou matemática e física. Ele mudou ao longo dos anos para outros locais de estudo:  Heidelberg,  Leipzig,  Berlim e  Göttingen. Na eclosão da guerra [alemão-francesa], interrompeu seus estudos em 1870 e se voluntariou como voluntário de guerra. Após a alta em 1871, ele passou no primeiro exame de estado em matemática.
Um ano após a formatura, em 1872, ele se tornou o dissertação  estudos de fotometria teórica   PhD e era um professor na escola secundária a Castelo Branco na areia . Após apenas um ano  habilitação-lo com um  representação dos valores aproximados de  fracções contínuas em Independenter forma , deixou a profissão docente e foi como privado de matemática na Universidade Erlangen. Em 1875 mudou-se para a Universidade Técnica de Munique | Universidade Técnica de Munique]. Ele trabalhou lá por três semestres. Em 1877, ele passou meio ano como professor assistente na escola Amberg e foi então nomeado professor de matemática e física em Ansbach. Após nove anos de trabalho, foi nomeado para a cadeira de Geografia na Technische Hochschule München como sucessor Friedrich Ratzel s. Günther desenvolveu uma carreira docente muito além dos limites de sua disciplina. Ele forneceu o equipamento do Seminário Geográfico de acordo com os mais recentes padrões técnicos.
Gunther pertencia 1878-1884 o  Reichstag como um membro do  DFP primeiro para o círculo eleitoral de Middle Franconia 1 (Nuremberg), mais tarde Berlim 5 (Spandau subúrbio) para.
A Naturhistorische Gesellschaft zu Nürnberg nomeou Günther como membro honorário e dedicou-lhe um livro de prêmios por ocasião do seu 60º aniversário. Em 1900 foi eleito membro associado, em 1905 tornou-se membro de pleno direito da classe matemática-física da Academia de Ciências da Baviera (Academia de Ciências da Baviera).

## Trabalho
A atividade de publicação de Günther foi inicialmente orientada matematicamente. Ele ganhou maior destaque mesmo como professor do ensino médio com inúmeros manuais e manuais escolares. Além de discussões e soluções de problemas importantes, Günther lidou intensivamente com a história da matemática e relacionou, em particular, questões de matemática com pesquisa geográfica. 1876  estudos mistos sobre a história das ciências matemáticas , 1908  História da Matemática I: Desde os primeiros tempos de Descartes 'apareceram' e 1887  História da educação matemática na Idade Média alemã para o ano de 1525  ,
Além da matemática, a meteorologia foi outro foco do trabalho de Günther. Suas primeiras obras  A influência dos corpos celestes sobre as condições do tempo  (1874) e  Meteorologia Prático  (1881) encontraram grande aclamação. Depois de 1900, ele realizou uma extensa pesquisa sobre o fenômeno dos terremotos, e ele também se dedicou aos estudos vulcanológicos. Mas a maior fama lhe rendeu seus escritos geofísicos, especialmente sua obra-prima  Manual de Geofísica  (dois volumes 1ª edição 1884/1885, 1897/1898 2ª edição). Também a "História da Geografia" (Leipzig e Viena, 1904) foi a primeira obra do gênero